# Beersheba Springs
Beersheba Springs è un comune degli Stati Uniti d'America, situato nello Stato del Tennessee, nella Contea di Grundy.